# Robert Esche
Robert L. Esche (* 22. Januar 1978 in Utica, New York) ist ein ehemaliger US-amerikanischer Eishockeytorwart, der für acht Spielzeiten in der National Hockey League für die Phoenix Coyotes und Philadelphia Flyers aktiv war.

## Karriere
Während seiner Zeit als Junior spielte er in der Ontario Hockey League für die Detroit Whalers. Zu dieser Zeit wurde Robert von den Phoenix Coyotes im NHL Entry Draft 1996 in der sechsten Runde gezogen (insgesamt auf Platz 139). Er blieb ein Jahr in Detroit und zog dann mit den Whalers nach Plymouth um.
Seine ersten Einsätze in der NHL machte er bei den Phoenix Coyotes in der Saison 1998/99, die meiste Zeit verbrachte er jedoch in der American Hockey League bei den Springfield Falcons. Bei den Coyotes waren stets andere Torhüter vor ihm. Anfangs war dies Nikolai Chabibulin, später war Sean Burke der Mann zwischen den Pfosten. Bis zur Saison 2001/02 hatte er sich zum Ersatztorhüter hochgekämpft, denn wurde er zusammen mit Michal Handzuš unter anderem für Goalie Brian Boucher an die Philadelphia Flyers abgegeben. 
In Philadelphia gewann er 2003 gemeinsam mit seinem Teamkameraden Roman Čechmánek die William M. Jennings Trophy als Torhüter mit den wenigsten Gegentreffern, allerdings mussten sie sich die Trophäe mit Martin Brodeur von den New Jersey Devils teilen. Nach Cechmaneks Weggang war er in der Saison 2003/04 erster Torwart der Flyers sein ehemaliger Teamkamerad Sean Burke war einer seiner Backups.
Ab der Saison 2005/06 bildete er bei den Flyers mit dem finnischen Goalie Antero Niittymäki das Torhütergespann. Während er mit dem Team noch im Frühjahr 2006 an den Playoffs teilnahm und dafür den Posten als Stammtorhüter übernahm, enttäuschten er und die Flyers in der Saison 2006/07, als sie den letzten Platz in der Liga belegten. Neben mehreren Verletzungen führten vor allem seine schlechten Leistungen dazu, dass er hinter Niittymäki und Martin Biron, der zwischenzeitlich verpflichtet wurde, nur noch die Nummer drei in der Rangfolge war.
Sein Vertrag wurde im Sommer 2007 von den Flyers nicht verlängert und konnte zunächst als ein unrestricted Free Agent kein neues Team finden. Im Oktober 2007 wurde er von Ak Bars Kasan aus der russischen Superliga verpflichtet, die damit auf den schlechten Saisonstart mit 19 Punkten aus 17 Spielen reagierten. Zwischen 2008 und 2010 stand er beim SKA Sankt Petersburg aus der 2008 gegründeten KHL unter Vertrag. Die Saison 2010/11 verbrachte er beim HK Dinamo Minsk, ehe er im Juni 2011 von den SCL Tigers aus der National League A verpflichtet wurde. Nach einer Spielzeit in der Schweiz beendete er seine Karriere.

### International
Robert Esche nahm mit dem Team USA an den Junioren-Weltmeisterschaften 1997 und 1998, den Weltmeisterschaften 2000, 2001, 2008 und 2009, dem World Cup of Hockey 2004 sowie den Olympischen Winterspielen 2006 teil.

## Erfolge und Auszeichnungen
| - 1998 OHL Second All-Star Team - 1999 Teilnahme am AHL All-Star Classic - 1999 AHL All-Rookie Team - 2003 William M. Jennings Trophy (gemeinsam mit Roman Čechmánek und Martin Brodeur) | - 2008 KHL-Torwart des Monats November - 2009 Teilnahme am KHL All-Star Game - 2010 KHL-Torwart des Monats Januar |